# Jabberwocky
«Jabberwocky» es un poema escrito por el británico Lewis Carroll, quien lo incluyó en su obra Alicia a través del espejo (1871). «Jabberwocky» es generalmente considerado como uno de los mejores poemas sin sentido escritos en inglés.
Muchas de las palabras usadas en el poema fueron inventadas por el propio Carroll o son fusiones de palabras. En el libro, el personaje Humpty Dumpty da varias de las definiciones de algunas de las palabras de la primera estrofa. Carroll explicó el significado de algunas otras en obras posteriores, así como su pronunciación. Algunas de las palabras inventadas en este poema (como chortled, galumphing y frabjous) se incorporaron al idioma inglés. La misma palabra Jabberwocky es utilizada en inglés para referirse al lenguaje sin sentido.

## Texto de «Jabberwocky»

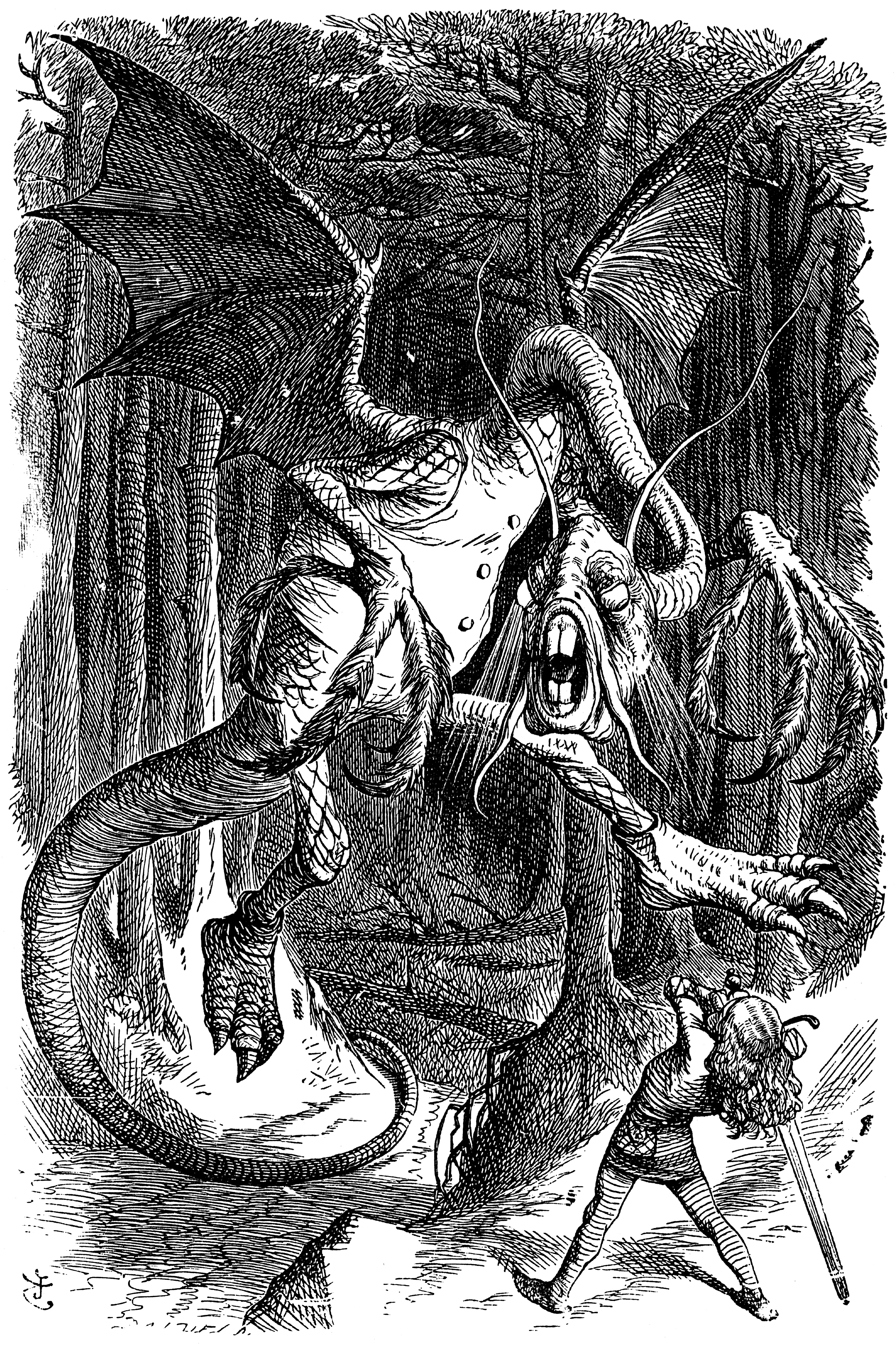
Ilustración de Jabberwock, por John Tenniel.

'Twas brillig, and the slithy toves
Did gyre and gimble in the wabe;
All mimsy were the borogoves,
And the mome raths outgrabe.
'Beware the Jabberwock, my son!
The jaws that bite, the claws that catch!
Beware the Jubjub bird, and shun
The frumious Bandersnatch!'
He took his vorpal sword in hand:
Long time the manxome foe he sought--
So rested he by the Tumtum tree,
And stood awhile in thought.
And as in uffish thought he stood,
The Jabberwock, with eyes of flame,
Came whiffling through the tulgey wood,
And burbled as it came!
One, two! One, two! And through and through
The vorpal blade went snicker-snack!
He left it dead, and with its head
He went galumphing back.
'And hast thou slain the Jabberwock?
Come to my arms, my beamish boy!
O frabjous day! Callooh! Callay!'
He chortled in his joy.
'Twas brillig, and the slithy toves
Did gyre and gimble in the wabe;
All mimsy were the borogoves,
And the mome raths outgrabe.

### El poema
La primera estrofa del poema apareció originalmente en el periódico Mischmasch, escrito e ilustrado por Carroll, como divertimento familiar. Se llamó «Estrofa de poesía anglosajona». La estrofa tenía ligeras diferencias en su escritura (como bryllyg en vez de brillig), y Carroll dio algunos significados que diferían de los explicados por Humpty Dumpty. En el Suplemento Literario del Times del 1 de marzo de 1957, Roger Lancelyn Green sugirió que el poema fue inspirado en una antigua balada alemana llamada El pastor de las montañas gigantes, en la cual un joven pastor se enfrenta a un monstruoso grifo, que fue traducida al inglés en 1846 por Menella Bute Smedley, una pariente de Carroll.
El poema es especialmente interesante porque, aunque contiene muchas palabras sin sentido, la estructura es perfectamente consistente con la poesía inglesa clásica. La estructura de las oraciones es correcta, lo cual ha sido un desafío para los traductores de otros idiomas. También se cuidan las formas poéticas —como el uso de cuartetas con ritmo yámbico— y, de alguna manera, se puede discernir una trama a través del desarrollo de los acontecimientos.

## Interpretaciones de algunas palabras

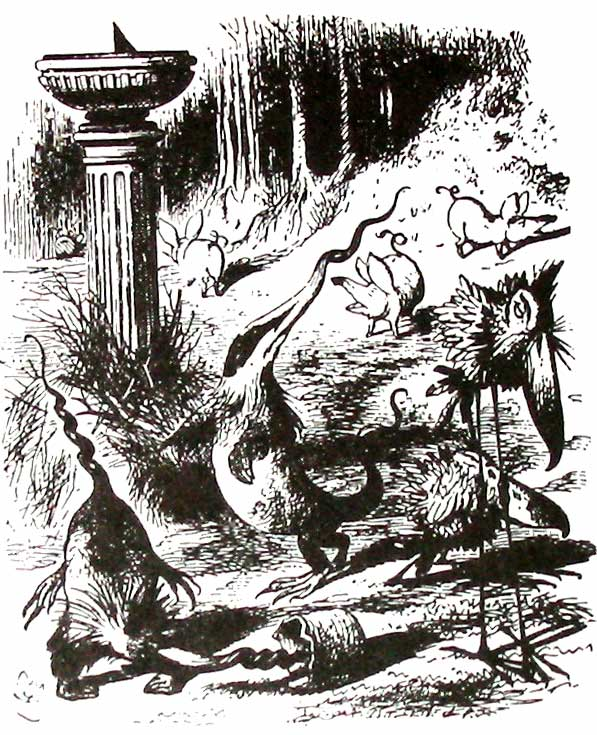
Twas brillig, and the slithy toves
Did gyre and gimble in the wabe;
All mimsy were the borogoves,
And the mome raths outgrabe.

- Bandersnatch – Una criatura de movimientos rápidos, con mandíbulas como pinzas; capaz de extender el cuello.[2]
- Borogove (o Zarrapastrojones) – un pájaro delgado con sus plumas erizadas alrededor, como un plumero.[3]
- Brillig (o Asadura) – Las cuatro en punto, por la tarde. Es la hora a la que se comienza a asar (broil) los ingredientes de la cena.[3][4]
- Burbled – Hacer ruido de burbujeo.
- Chortled - Posiblemente es una mezcla de chuckle y snort (risoteo y resoplido).[5]
- Frabjous - Probablemente una combinación de fair, fabulous, y joyous (bello, fabuloso y gozoso).[5]
- Frumious – Combinación de fuming y furious (humeante y furioso).[6]
- Galumphing - Probable mezcla de gallop y triumphant (galope y triunfante).[5]
- Gyre – Girar como un giroscopio.[3][7]
- Jubjub – Un pájaro desesperado, que vive en pasión perpetua.[8]
- Mimsy (o Endeberable) – Combinación de miserable y flimsy (miserable y débil).[3]
- Toves – Un animal, combinación de tejón, lagarto y sacacorchos, los cuales viven de comer queso.[3]
- Vorpal - Se supone que significa 'mortal' o 'extremadamente afilada'; o tal vez la palabra implica que la espada tiene poderes mágicos.

## Traducciones
«Jabberwocky» se ha hecho famoso alrededor del mundo, y ha sido traducido a muchos otros idiomas —incluyendo alemán, búlgaro, catalán, danés, español, esperanto, finlandés, francés, griego, neerlandés, italiano, japonés, hebreo, polaco, portugués y ruso—.[cita requerida]
La traducción a cualquier otro idioma tiene la dificultad especial de que muchas de las palabras no tenían un significado previo, ya que simplemente fueron inventadas por Carroll. Generalmente, los traductores han reemplazado estas palabras con sus propias invenciones. A veces, éstas son similares a la pronunciación original, intentando además respetar la morfología del idioma de traducción. En estos casos, las palabras pueden parecerse a palabras reales ya existentes en los diccionarios, pero no necesariamente con significados parecidos. Los traductores también han tratado de utilizar palabras que surjan de las raíces empleadas por Carroll.
Para Douglas Hofstadter, las traducciones de este poema son el mejor ejemplo de isomorfismo genérico, es decir, de las similitudes entre dos redes semánticas. La traducción directa de un texto es relativamente fácil, cuando el traductor tiene el nivel suficiente de dominio de ambas lenguas, y existen vocablos o expresiones equivalentes para denominar las ideas que se van a traducir. Sin embargo, en el «Jabberwocky» no predomina el lenguaje corriente: las palabras no tienen una significación directa, sino que funcionan únicamente como estimuladores de símbolos. Por ejemplo, en el original en inglés, la palabra slithy probablemente activa, en una mente anglosajona, conceptos como slimy ('viscoso'), slither ('resbalar'), lithe ('flexible, fino') y otros. Al traducir esta palabra a lenguas romances, hay necesidad de buscar estimuladores que funcionen de forma similar. De este modo, una traducción elegida fue lubricilleux en francés y flexiosos en español, palabras que buscan estimular los mismos símbolos en la mente de un lector latino, quien probablemente relacionaría esos vocablos con lubrifié ('lubricado' en francés), o «flexible» en español.